# Ernst Franz Ludwig von Gemmingen
Ernst Franz Ludwig von Gemmingen (* 3. März 1795 in Babstadt; † 16. August 1834) war Grundherr in Babstadt.

## Leben

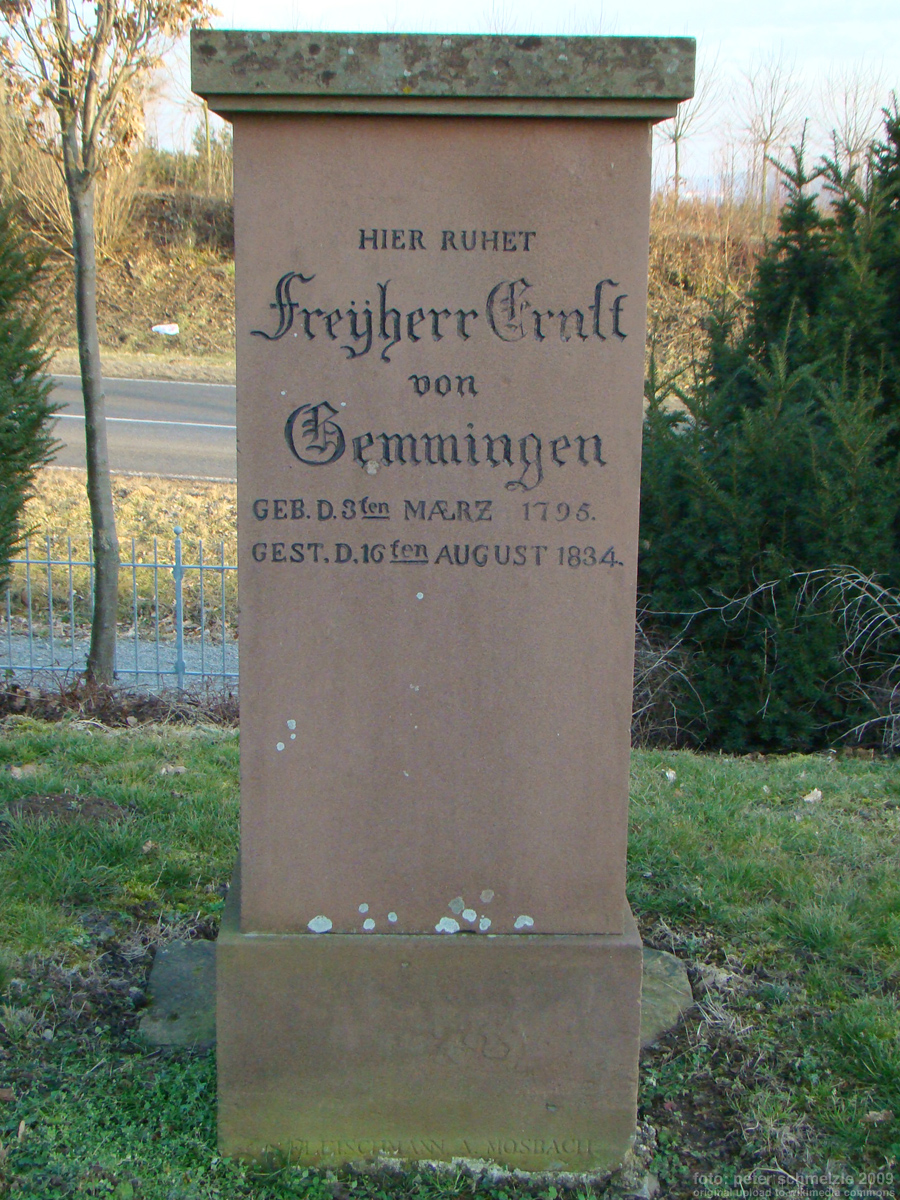
Grabmal von Ernst von Gemmingen in Babstadt

Er war ein Sohn des Ludwig Friedrich von Gemmingen (1765–1816) und der Caroline von Pren († 1807). Er besuchte das Lyceum in Mannheim, trat danach in badische Dienste und war Leutnant im 2. Dragonerregiment. Er wurde mit dem badischen Militärverdienstorden ausgezeichnet. Nach dem Tod des Vaters 1816 verließ er den Militärdienst, heiratete und widmete sich der Verwaltung seiner Güter. Er wurde auf dem Friedhof in Babstadt begraben, wo sein Grabmal erhalten ist.

## Familie
Er heiratete 1819 Sophie Dorothea Luise Christiane von Degenfeld, eine Tochter von Wilhelm Ferdinand Friedrich von Degenfeld. Seine Güter erbte der Sohn Hermann.
Nachkommen:
- Hermann Ferdinand Friedrich (1820–1891) ⚭ Pauline von Ellrichshausen (1825–1865)
- Maria Luise Juliana Karoline (1825–1890) ⚭ W. von Stetten